# A Christmas Carol (film fra 1910)
A Christmas Carol er en amerikansk stumfilm fra 1910.

## Medvirkende
- Marc McDermott som Ebenezer Scrooge.
- Charles Ogle som Bob Cratchit.
- William Bechtel.
- Viola Dana.
- Carey Lee.